# Bambam
Bambam ist eine im Regierungsbezirk Polmas (Distrikt Mambi) auf Sulawesi gesprochene Sprache. Sie gehört zu den austronesischen Sprachen.
Dialekte sind Bambam Hulu, Bumal, Issilita’, Matangnga, Mehalaan, Pakkau, Pattae’, Salu Mokanam. 